# Chocolat (clown)
Chocolat, à l'origine Rafael, pour l'état civil français (acte de décès) Rafaël Padilla, né en 1868 à Cuba et mort le 4 novembre 1917 à Bordeaux, est un artiste de cirque spécialisé dans le rôle de l'auguste, notamment dans le cadre du duo « Foottit et Chocolat » qu'il a formé pendant des années avec le clown blanc britannique George Foottit (1864-1921).
Star « exotique » du monde du spectacle français de la Belle Époque, cet artiste noir a été largement oublié après sa mort, si on excepte l'expression qui lui a survécu « Je suis Chocolat ! », c'est-à-dire : « Je me suis fait avoir ! ». Il a été remis en lumière à partir des années 2010 grâce à différents travaux, notamment Chocolat. La véritable histoire d’un homme sans nom, de l'historien Gérard Noiriel.

## Biographie

### Origines familiales et état civil

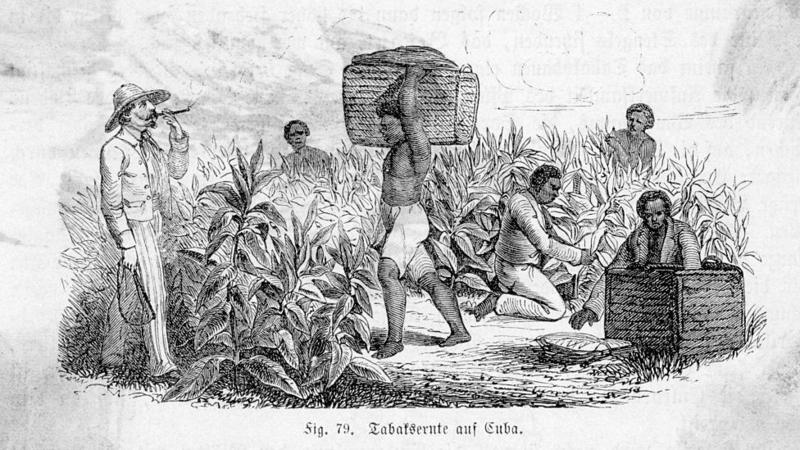
Esclaves dans une plantation de tabac à Cuba, illustration de 1867.

Rafael, prénom espagnol parfois francisé en Raphaël, est issu d'une famille d'esclaves d'origine africaine de Cuba, alors colonie espagnole, où l'esclavage n'a été aboli qu'en 1886.
Du fait de son statut d'esclave à la naissance, son nom de famille, sa date et son lieu de naissance ne sont pas connus avec précision, les esclaves n'étant pas enregistrés par l'état civil public. Il naît entre 1865 et 1868, peut-être à La Havane.
Différents patronymes lui ont été attribués ultérieurement : 
- de Leios[6],[7], d'après le nom d'un artiste noir dit El Rubio (« Le Blond » en espagnol[8]) qui connut, sous ce sobriquet, des succès comiques à Madrid et auquel Rafael est identifié[9] à la suite de son entretien paru à la une de Gil Blas le 23 août 1905[10] ;
- Patodos[11],[12],[13], d'après Foottit[14],[15] ;
- Padilla[3], dans l'acte de décès dressé, à la mort de Rafael, par l'officier d'état civil de la mairie de Bordeaux[16] ; selon Gérard Noiriel, ce nom pourrait renvoyer au patronyme de l'épouse de son ancien maître espagnol[17]).

### Adolescence: deLa Havaneà Bilbao
Ses parents, esclaves dans une plantation, s’en évadent en 1878 ; ils laissent leur fils, âgé d'environ 10 ans, à la garde d'une vieille Cubaine dans un quartier misérable de La Havane. Mais cette dernière le vend pour 18 onces, l'équivalent de quatre mois de salaire d'un fonctionnaire à la Havane, comme garçon de ferme à la mère d'un négociant espagnol de la région de Bilbao. Rafael accompagne donc sa maîtresse en Espagne, où l'esclavage est sur le point d'être aboli (30 janvier 1880).
Durant son séjour au Pays basque, alors qu'il a 14 ans (vers 1882), des paysans imaginent de le blanchir en le lavant avec une brosse à chevaux. Il s'enfuit et vit ensuite de divers métiers dans les villes de la région : chanteur de rue, groom, mineur, docker.

### Débuts dans le monde du spectacle

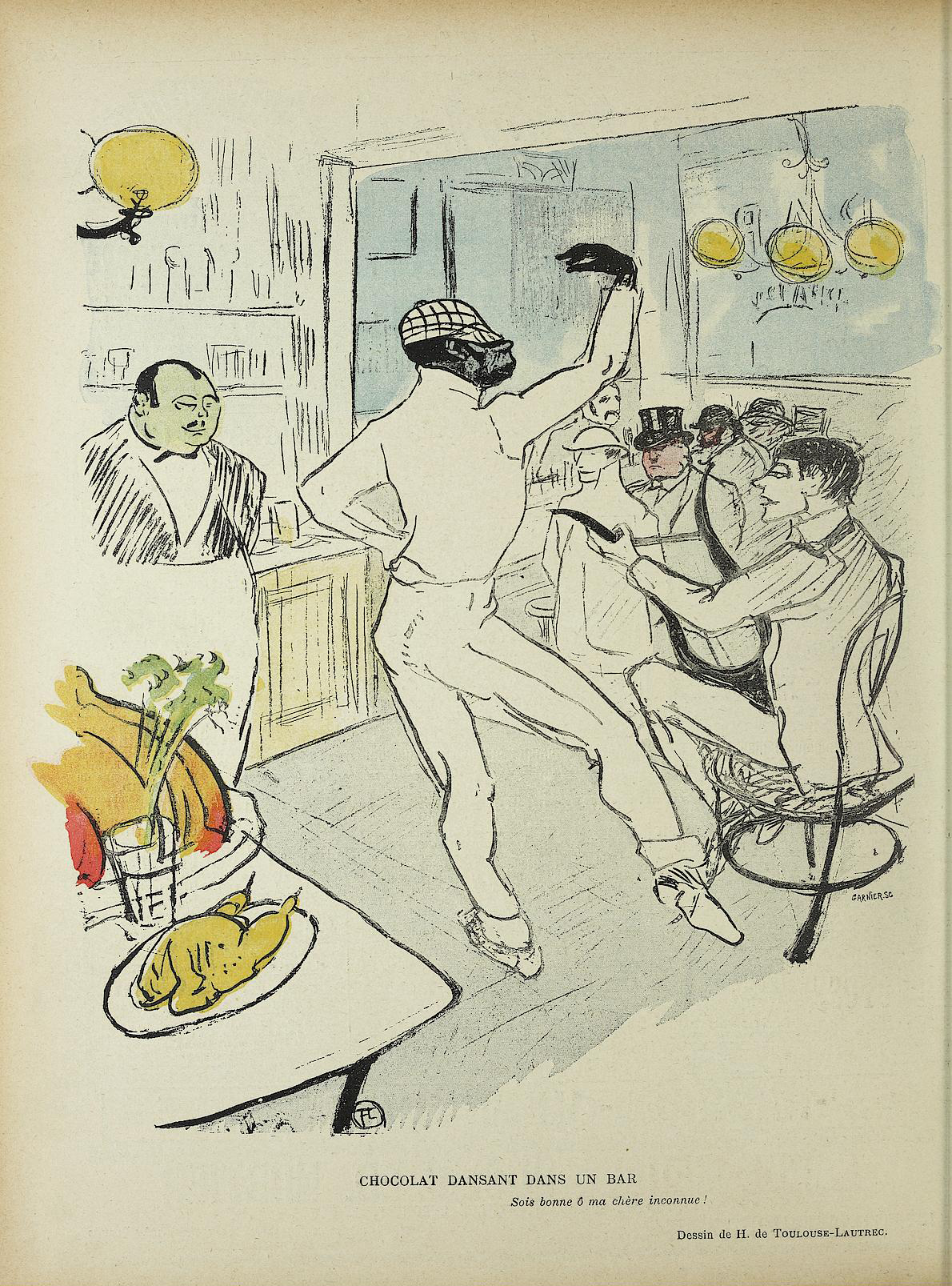
Lithographie Chocolat dansant dans un bar de Toulouse-Lautrec (1896) : l'artiste immortalise Chocolat en roi de la nuit, son trait affirmant l'élégance plutôt que l'habituel préjugé de l'époque sur le physique prétendument simiesque des Noirs.

Lorsque le clown blanc Tony Grice découvre Rafael, il est débardeur (docker) sur les quais de Bilbao. D'après Foottit, il aurait sollicité Grice à la fin de son spectacle de cirque, auquel il avait assisté enthousiasmé, afin de devenir son aide. Impressionné par son adresse à transporter des bagages, sa force physique et ses talents de danseur, il en fait d'abord son domestique et homme à tout faire puis son partenaire dans certains de ses numéros, Chocolat jouant le rôle de cascadeur. Il se fait d'abord remarquer dans un numéro où il chevauche une mule incontrôlable, finissant toujours par l'expulser hors de la piste.
Arrivé au Nouveau Cirque de Joseph Oller à Paris en octobre 1886 au moment où   l'industrie des loisirs connaît un essor très rapide sur fond d'intense cosmopolitisme, le duo conquiert le public de notables de la capitale. C'est à cette époque que Grice lui donne le nom de scène Chocolat (les noirs étant appelés à cette époque Bamboula ou Chocolat). Leur association tourne court en 1888. Henri Agoust, régisseur du Nouveau Cirque, voit en Chocolat un mime et un danseur original, si bien qu'il l'engage pour être la vedette d’une pantomime nautique. Rafael connaît ensuite un succès individuel avec son premier spectacle, « La noce de Chocolat ». Il multiplie les spectacles pendant cinq ans, faisant notamment équipe avec les clowns Pierantoni, Saltamontes, Kestern et plus particulièrement Gerónimo Medrano dit Boum-Boum,. C'est à cette époque qu'il rencontre la femme de sa vie, secrétaire d'origine picarde, Marie Hecquet (épouse Grimaldi) qui a déjà 2 enfants, Eugène et Suzanne. Marie divorce en 1895 pour refaire sa vie avec Rafael qui élève ses enfants comme les siens et qui deviennent des artistes de cirque.

### Foottit et Chocolat

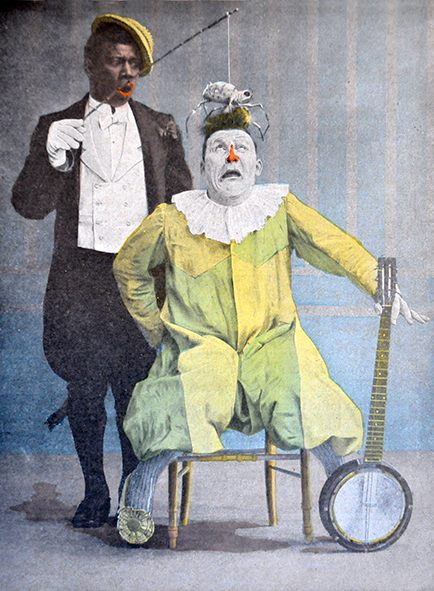
Duo de clowns Foottit et Chocolat, illustration couleur de René Vincent du sketch « L'Araignée », c.1900.

En 1895, le directeur du Nouveau Cirque, Raoul Donval, forme un nouveau duo. Il associe Chocolat avec un clown britannique, George Foottit (1864-1921). Mais ce dernier prétend qu'ils se seraient trouvés tous deux sur la piste de ce cirque dès sa séparation d'avec Grice en 1888 et que c'est en l'interpellant alors qu'il ne se souvenait pas encore de son prénom, qu'il lui aurait donné le nom de Chocolat, à la place de celui qui était alors devenu « Négro » voire « El Negro ».

« La conséquence immédiate de ce geste automatique fut que le négro alla s'étaler au beau milieu du tapis de la piste. 
- Prenez garde, m'écriai-je, vous allez vous casser « un » tablette... Chocolat ! 
Le mot fit rire, et le nom lui resta. »

Le duo comique fait équipe pendant une quinzaine d'années, popularisant la comédie clownesque, notamment avec le sketch de l'entrée burlesque intitulée « Guillaume Tell ». Tous deux connaissent un grand succès en imposant un duo comique entre un clown blanc autoritaire et un auguste noir souffre-douleur qui, par ses « ahurissements », cristallise le racisme du parterre, ce qui n'empêche pas le public de rire de ses outrances et d'admirer son agilité athlétique. Ce comique qui repose pour beaucoup sur la « comédie des claques » fait de Chocolat un personnage conforme à l'iconographie coloniale et aux préjugés racistes de cette époque (le bamboula de service), personnage qui devient progressivement le stéréotype du noir souffre-douleur niais, puéril et bon enfant. Chocolat a cependant combattu ce stéréotype de noir soumis en diversifiant constamment ses compétences et une observation attentive des sketchs montre un personnage pas seulement cantonné aux rôles du soumis.
« Ce qui était beau, c'était le cirque ; alors il y avait Foottit et Chocolat ; Foottit qui était comme une duchesse folle et Chocolat, le nègre qui recevait des claques. »
— Jean Cocteau
L'expression « je suis chocolat », signifiant « je suis berné », a été popularisée par les dialogues de leur numéro,.
Le duo innove en introduisant des dialogues dans leurs sketches, comme dans Deux bouts de bois, créé en 1901.
En 1905, leur contrat au Nouveau Cirque n'est pas renouvelé. Certains y voient l'effet de l'affaire Dreyfus qui aurait eu pour conséquence de politiser les questions raciales. On s'interroge cependant car il y a à cette époque des hommes politiques noirs et métissés représentant les vieilles colonies. Leur carrière commune connaît alors son apogée aux Folies Bergère puis ils commencent à être démodés face à une génération d'artistes noirs américains qui apportent le cake-walk.

En 1909, George et Rafael sont de retour au Nouveau Cirque avec Chocolat aviateur d'Henry Moreau,. La première a lieu le 30 octobre et reçoit un accueil favorable de la part du public. Mais le 18 novembre, dans un article de l'écrivain et journaliste Pierre Mille, Le Temps annonce par erreur la mort du clown Chocolat. Dès le lendemain, Le Temps redresse son erreur et publie la lettre que Rafael lui a adressée,. Curieusement datée du 17 novembre, son texte est le suivant : 
« Monsieur,
« le diresteur ma lut dan votre journal que monsieu Mile, l'intelijean journalise a ecri que je suis more come Auguste.
« Je vous pri de dire que je suis vivan, et que je joue chaque soir Chocolat aviateur au Nouveau Cirque.
« Vous pouvez ajouté que je nai pas même blanchit.
« Je vous pri dacepté mon respét.

                    CHOCOLAT
Je vous prie de rectifié car ça me fait tor. »
— Chocolat.
Foottit et Chocolat se séparent fin 1910, lorsqu'André Antoine, directeur de l'Odéon, engage Foottit pour interpréter le rôle du clown de Roméo et Juliette de William Shakespeare. Ils annoncent leur séparation sur scène : « Moi aller jouer Roméo à l'Odéon ! », dit Foottit à Chocolat qui réplique « Alors, moi jouer Othello à la Comédie-Française ».

### Après la séparation
Après leur séparation, Foottit et Chocolat poursuivent chacun, sans grand succès, une carrière en solo. Chocolat court après les cachets, il essaye alors une carrière d'acteur et sollicite le directeur de théâtre Firmin Gémier pour jouer le rôle principal dans Moïse, pochade d'Edmond Guiraud en 1911 au Théâtre Antoine mais il maîtrise mal le français et il lui est impossible de dire de longs textes. Toujours en 1911, il se produit au cirque de Paris dans la Revue burlesque, dont Foottit est l'auteur : Chocolat y parodie la Belle Otero. Il revient au cirque comme clown avec son fils adoptif Eugène Grimaldi (1891-1934), dans Tablette et Chocolat, en 1912. Eugène obtient un certain succès comme clown blanc dans les années 1920 et joue les succès de son père avec le fils de George Foottit en 1921. Chocolat est à cette époque le premier clown à venir distraire les enfants dans les hôpitaux, créant le concept de thérapie par le rire,.
Chocolat sombre dans l'alcoolisme et la dépression à la suite de la mort de sa fille de la tuberculose à 19 ans. Il finit sa vie dans la misère à 49 ans (en 1917) en travaillant dans la troupe des cirques Rancy.  Alors qu'il est en tournée à Bordeaux, il meurt subitement le 4 novembre 1917, vers 10 h 30 du matin, dans un petit hôtel du quartier Mériadeck au no 43 de la rue Saint-Sernin et est inhumé en pleine terre dans le carré des indigents du cimetière protestant de Bordeaux, carré M, rangée 7, numéro 2 (ces pleines terres étaient conservées pendant quinze ans puis concédées à nouveau). C’est au lendemain de sa mort que l'employé de l'état civil de Bordeaux inscrit le patronyme « Padilla » dans l'acte de décès.

« Vous souvenez-vous de « Chocolat », ce brave clown qui fit pendant si longtemps les délices des habitués du Nouveau Cirque ? Et bien ! Chocolat est mort ! Il est mort subitement à Bordeaux où il était en représentation au cirque Rancy. Il n'était plus de la première jeunesse - en tant que clown - puisqu'il venait de dépasser la cinquantaine, mais il avait encore son public qui l'adorait. Chocolat n'était pas Chocolat ; nous voulons dire que Chocolat n'était pas le vrai nom de Chocolat. Il s'appelait Patodos et était originaire de la Havane. »

## Filmographie
Le Guillaume Tell (it) d'Émile Reynaud est la première des trois Photo-Peintures animées réalisées par l'inventeur français à l'aide de son Photo-Scénographe pour le Théâtre optique. La scène comique, dans laquelle George et Rafael interprètent le numéro de Foottit et Chocolat créé pour le Nouveau Cirque, a été réalisée en avril 1896, dans l'atelier du décorateur Henri Ménessier, rue Petit dans le 19e arrondissement de Paris
. Après avoir été présentée au conseil d’administration du Musée Grévin lors de la séance du 13 mai 1896, elle est projetée au public d'août 1896 à mars 1900, accompagnée d'une musique jouée en direct et composée spécialement par le pianiste Gaston Paulin,.
La série Foottit et Chocolat des frères Auguste et Louis Lumière comprend six numéros : Boxeurs, Acrobates sur la chaise, Chaise en bascule, Guillaume Tell, Le policeman et La mort de Chocolat.
L'Entrée des échasses et Guillaume Tell figurent dans le Phono-Cinéma-Théâtre, visions animées des artistes célèbres de Paul Decauville, premier spectacle de cinéma parlant,.

## Iconographie

### Portraits
Rafael est le sujet de Chocolat dansant dans un bar, une estampe d'Henri de Toulouse-Lautrec réalisée début 1896 et dont un cliché en couleurs a été reproduit dans 73e numéro de du Rire paru le 28 mars de la même année.
Rafael a aussi été peint par Edmond Heuzé.

### Publicités

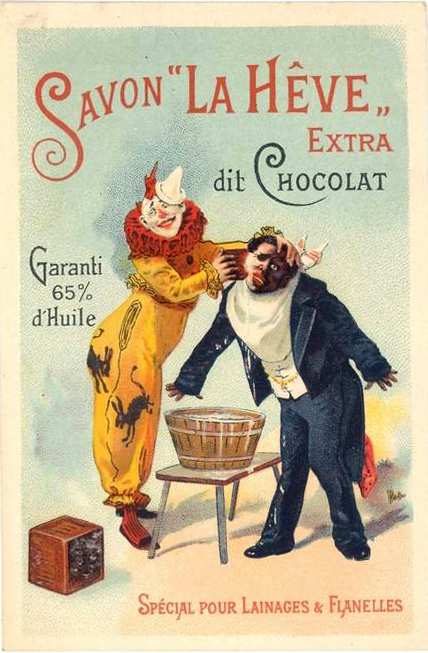
Publicité de Pal pour le savon La Hêve représentant Foottit et Chocolat (vers 1896),.

Foottit et Chocolat ont prêté leurs traits pour des affiches publicitaires promouvant le chocolat Félix Potin,, ainsi que pour les pneumatiques Michelin. Des planches de quatre cases ont été réalisées pour Le Bon Marché ; elles reprennent les principaux numéros du duo : Les Petits bouts de bois, La Soustraction, Le Sourd-muet, La Corrida et C'était pour rire !....

## Chocolat dans la culture

### L'expression «être chocolat»
Chocolat est à l'origine de l'expression populaire « être chocolat » qui signifie « être attrapé, dupé, déçu » ou « être ébaubi, éberlué, en s'apercevant que l'on a été dupé ».

### Littérature
Dans la série de bande dessinée Le Cabaret des muses, en 2004 Gradimir Smudja évoque plusieurs fois Chocolat et en fait le narrateur principal de Allez Darling.
En 2016, Bénédicte Rivière écrit Je suis Chocolat !, un roman jeunesse publié aux éditions Les petites moustaches, s'inspirant de la vie du jeune artiste.

### Théâtre
L'acteur Yann Gael crée son rôle au Théâtre des Bouffes-du-Nord, dans la mise en scène de Marcel Bozonnet, coécrite avec Gérard Noiriel, la pièce s'intitulant Chocolat, clown nègre,. Un documentaire de Samia Chala et Thierry Leclère retrace son parcours à travers la création de cette pièce de théâtre.
En 2009, le collectif Daja, fondé par Gérard Noiriel et Martine Derrier, dans le cadre de son projet d'éducation populaire pour sensibiliser le jeune public à la question des discriminations, lance un petit spectacle sur le clown Chocolat. Au cours de la tournée de ce spectacle, l'intérêt du public a encouragé cette association à entreprendre un gros travail de documentation dont les résultats sont présentés au mois de février 2016, dans une exposition intitulée On l’appelait Chocolat, sur les traces d’un artiste sans nom patronnée par la ville de Paris.
Depuis 2012, Gora Diakhaté interprète le clown Chocolat dans une mise en scène d'Isa Armand : Chocolat blues.

### Films
Le rôle de Chocolat est interprété par Rupert John dans Moulin Rouge (1952) de John Huston et par DeObia Oparei dans le film de Baz Luhrmann Moulin Rouge (2001) avec Ewan McGregor et Nicole Kidman.
Le film Chocolat (2016), de Roschdy Zem, avec Omar Sy dans le rôle de Chocolat et James Thierrée dans celui de Foottit, retrace l'histoire du duo comique, mais, bien que sa présentation, par exemple sur la pochette DVD, indique « Le film retrace l'histoire de cet artiste hors du commun », il convient de noter qu'il comporte de nombreux écarts par rapport à la vie réelle de l'un et de l'autre clowns.
Omar Sy a aussi participé au documentaire Chocolat, une histoire du rire de Judith Sibony, qui revient sur l'histoire de Chocolat, mais aussi sur les acteurs et humoristes noirs qui lui ont succédé.
Le personnage de Chocolat apparaît également dans le film d'animation de Michel Ocelot Dilili à Paris (2018), dans lequel il est représenté comme sur la lithographie de Henri de Toulouse-Lautrec de 1896.

## Hommages

### Cinéma
Dans le ballet final d'Un Américain à Paris (1951) de Vincente Minnelli, Gene Kelly imite Chocolat en exécutant une danse à partir de la pose de Rafael croquée par Toulouse-Lautrec.

### Plaques commémoratives

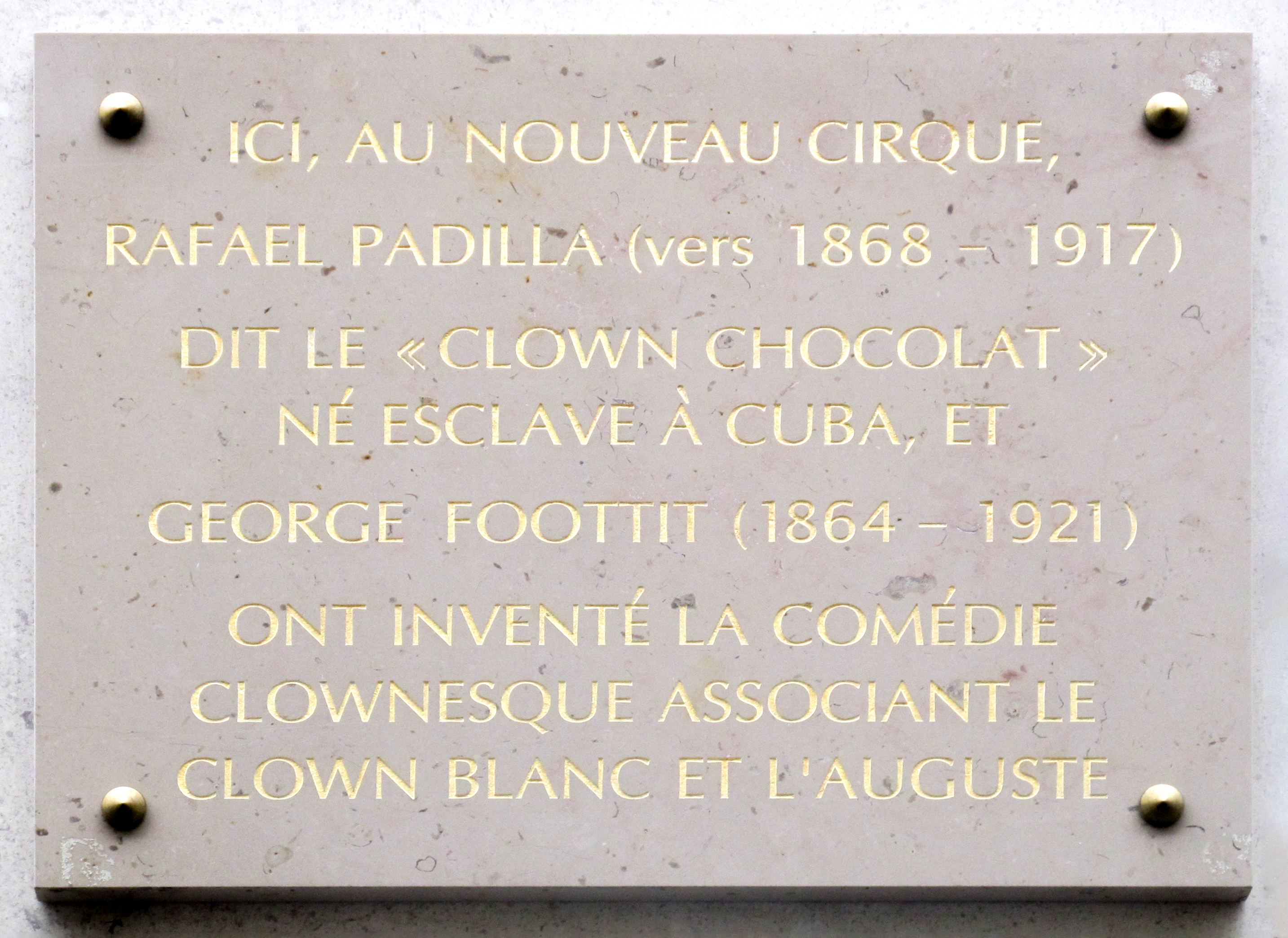
Plaque au n° 251 rue Saint-Honoré.

- Le 20 janvier 2016, lors d'une cérémonie, la maire de Paris, Anne Hidalgo, dévoile une plaque commémorative apposée sur la façade de l'hôtel Mandarin Oriental Paris, au no 251 de la rue Saint-Honoré, adresse à laquelle s'élevait le Nouveau Cirque. Le texte de la plaque est le suivant : « Ici, au Nouveau Cirque, Rafael Padilla[N 1] dit le Clown Chocolat (vers 1868-1917), né esclave à Cuba, et Georges Foottit (1864-1921) ont inventé la comédie clownesque associant le Clown Blanc et l'Auguste »[83].

- Après que sa tombe au cimetière protestant de Bordeaux fut tombée dans l'oubli, son nom est retrouvé sur les registres en septembre 2015. Chocolat est intégré au parcours historique mis en place dans le cimetière, une allée du cimetière reçoit son nom et un panonceau est posé sur le lieu de son inhumation. Une plaque commémorative à l’initiative des « Amis du clown Chocolat » [84] et marrainée par la comédienne Firmine Richard, est dévoilée le 6 février 2016 sur un des murs du cimetière[45].

### Noms de lieux
- En 2017, la ville de Bordeaux inaugure une « Aire Rafael Padilla dit le clown Chocolat », espace réservé aux cirques de passage, situé sur la rive droite de la Garonne, face au 86 du quai des Queyries[85].
- La même année, un jardin d'enfant du quartier Ginko à Bordeaux est renommé "Aire de jeux du clown Chocolat"[86].